# Kappapegoja
Kappapegoja (Poicephalus robustus) är en fågel i familjen västpapegojor inom ordningen papegojfåglar.

## Utbredning och systematik
Kappapegoja förekommer i östra Sydafrika. Tidigare behandlades beigehuvad papegoja (Poicephalus fuscicollis) som underart till kappapegoja och vissa gör det fortfarande.

## Status
IUCN kategoriserar arten som sårbar.